# Aithra (Ókeanovna)
Aithra (ve starořečtině Αἴθρα) je v řecké mytologii jednou z Ókeanoven, tři tisíc dcer nejstaršího Titána Ókeana a jeho sestry a manželky Téthys. Její jméno znamená "Jasná" nebo "Světlá".
Aithra se stala manželkou obra Atlanta a jejich dcerami jsou Hyády, které Zeus proměnil ve hvězdy (hvězdokupa Hyád je součástí souhvězdí Býka). Důvodem bylo, že se nad nimi Zeus slitoval, když vášnivě oplakávaly svého bratra Hyanta, který zahynul na lovu; podle jiné pověsti ale byly Hyády víly a Zeus jim byl vděčný za to, že odkojily Dionýsa.
Jako manželka Atlanta je ale Aithra uváděna jen zřídka, častěji je uváděna jiná Ókeanovna, Pleione, která s ním měla dcery Plejády. Hvězdokupa Plejád je rovněž součástí souhvězdí Býka.